# Адская жёнушка
«Адская жёнушка» (англ. Housewife from Hell) — фильм-комедия 1993 года.
Встречаются также и иные переводы названия на русском языке: «Адская женщина» и «Жена из ада».

## Сюжет
Джон решает свои семейные проблемы с помощью фена. Вставляет шнур в розетку и подносит к ванне, где купается постылая ему супруга. Впереди — безоблачное вдовство и миллион за страховку. Но как-то ночью ему явственно слышится голос покойной. А затем в дом «въезжает» её призрак…

## В ролях
- Грегг Буллок — Джон Скалли
- Лиза Кэмшоу — Мелисса
- Марша Грей — жена босса
- Рон Джереми — Винс Бедло
- Жаклин Сен-Клер — Мари-Лу
- Эдвин Коффин — босс Джона